# Болентина (Тренто)
Болентина је насеље у Италији у округу Тренто, региону Трентино-Јужни Тирол.
Према процени из 2011. у насељу је живело 48 становника. Насеље се налази на надморској висини од 1188 м.